# وارن بي. نولز
وارن بي. نولز هو ضابط ومحامي وسياسي أمريكي، ولد في 19 أغسطس 1908 في ريفر فولز في الولايات المتحدة، وتوفي في 1 مايو 1993 في بلاك ريفر فولز في الولايات المتحدة. نشط حزبياً في الحزب الجمهوري. وقد انتخب عضو مجلس ولاية ويسكونسن ‏ وانتخب حاكم ولاية ويسكونسن ‏ (4 يناير 1965 – 4 يناير 1971).